# Varma distanti
Varma distanti är en insektsart som beskrevs av Melichar 1914. Varma distanti ingår i släktet Varma och familjen Tropiduchidae. Inga underarter finns listade i Catalogue of Life.